# Lezioni private
Pour plus de détails, voir Fiche technique et Distribution.
Lezioni private, est une comédie érotique italienne réalisée par Vittorio De Sisti et sortie en 1975.

## Synopsis
Dans un lycée dirigé par des prêtres catholiques, Laura arrive comme nouveau professeur de piano. Blonde et séduisante, elle est célibataire et se consacre à son art. Alessandro, beau jeune homme de 17 ans, fils vierge d'une mère possessive, tombe instantanément amoureux d'elle. Emanuela, la jeune fille qui espère le conquérir, et Gabriele, son frère secrètement homosexuel qui a le même rêve, le perçoivent. La mère d'Alessandro, totalement inconsciente de ces courants émotionnels croisés, engage Laura pour lui donner des leçons supplémentaires dans leur maison.
Gabriele sent qu'il y a une opportunité lorsqu'il trouve un point d'observation dans l'appartement de Laura et, empruntant un appareil photo sophistiqué, il peut prendre des clichés d'elle nue et jouant avec elle-même, qu'il utilise ensuite pour la faire chanter et l'obliger à exposer progressivement son corps à Alessandro. Bien qu'excité, le garçon reste perplexe face à ce comportement, tandis que Laura est profondément humiliée.
À la fin du trimestre, Alessandro s'échappe de cet environnement tendu en allant chez son oncle à la campagne et fait la connaissance d'une bonne, ce qui lui donne une confiance sexuelle. De retour chez lui, il commence à essayer ses nouveaux talents sur Emanuela, mais ils sont interrompus et il se cache dans la chambre de Gabriele. Il y trouve les photos et les négatifs de Laura, qu'il lui apporte. Ils confrontent Gabriele, qui voit que son complot a échoué, et Laura récompense son sauveur en passant une longue nuit ensemble. Au matin, elle lui explique qu'une relation ne fonctionnerait pas et il retourne auprès d'une Emanuela enthousiaste.

## Fiche technique
- Titre original : Lezioni private[1] (litt. « Leçons particulières »)
- Réalisation : Vittorio De Sisti
- Scénario : Vittorio De Sisti, Paolo Brigenti (it)
- Photographie : Mario Masini (it)
- Montage : Angelo Curi
- Musique : Franco Micalizzi
- Production : Gisella Longo
- Studio de production : Torino Roma Attività Cinematografiche
- Pays de production :  Italie
- Langue originale : italien
- Format : couleurs par Eastmancolor - Son mono - 35 mm
- Genre : comédie érotique italienne
- Durée : 95 minutes
- Dates de sortie :
  - Italie : 3 novembre 1975

## Distribution
- Carroll Baker : Laura Formenti
- Rosalino Cellamare : Alessandro Corsini
- Leonora Fani : Emanuela Finzi
- Femi Benussi : Rosina, la servante de Giulio
- Leopoldo Trieste : exhibitionniste
- Renzo Montagnani : Giulio, l'oncle d'Alessandro
- Carlo Giuffré : Luigi, le père d'Alessandro
- Emilio Locurcio : Gabriele Finzi, le frère d'Emanuela
- Konstantina Petkova Ghelli : la mère d'Alessandro
- Rossano Ialenti :
- Luisa Maneri[2] : Paola
- Riccardo Mangano :
- Eugene Walter : l'oncle d'Emanuela

## Production
Situé en Émilie-Romagne, le film a en fait été tourné entre Orvieto et Rome.
La gare que l'on voit dans le film est celle d'Acqua Acetosa (it) et certaines scènes ont été tournées à la Villa Parisi (it) à Frascati.
Le rôle principal devait être tenu par l'acteur Alessandro Momo, qui est décédé dans un accident de moto quelques mois avant le début du tournage. Le chanteur Ron a alors été choisi pour le remplacer, après le succès de l'album intitulé Esperienze.
Le film, remarqué pour les scènes de nu de Femi Benussi, a été censuré et retiré des salles de cinéma, où il a été projeté à partir du mois suivant..